# House and Garden
House & Garden byl americký měsíční časopis se zaměřením na interiérový design, zábavu a zahradní práce, který vydávala společnost Condé Nast Publications.

## Historie
Časopisu poprvé vyšel v roce 1901 jako časopis věnovaný architektuře a jeho zakládajícími redaktory byli philadelphští architekti: Herbert C. Wise, Wilson Eyre, a Frank Miles Day. Časopis se stal součástí vydavatelského impéria Condé Nast, když jej koupil v roce 1911; a stal se jejím jediným vlastníkem v roce 1915.
V časopise se objevovaly fotografie světových autorů jako byli například André Kertész, Edgar de Evia nebo Horst P. Horst.
Šéfredaktory House & Garden byli:
- Herbert C. Wise (1901–1905)[2]
- Richardson L. Wright (1914–1946)[3]
- Albert Kornfeld (1946–1956)[4]
- Mary Jane Pool (1970–1980)[5]
- Louis Oliver Gropp (1980–1987)
- Anna Wintour (1987–1988)
- Nancy Novogrod (1988–1993)[6]
- Dominique Browning (1995–2007)